# كلمات وقواعد

غلاف الكتاب

قام الكاتب ستيفن بينكر بتأليف كتاب كلمات وقواعد: مكوّنات اللغة (بالإنجليزية: Words and Rules: The Ingredients of Language) هو كتاب لغوي شعبي نُشر للمرة الأولى في التاريخ في عام 1999م، يتحدّث الكتاب عن الأفعال النظاميّة والأفعال الشّاذة في اللغة الإنجليزية بصورة خاصة.

## الكتاب
يقول ستيفن بينكر عن كتابه: «يحاول الكتاب إلقاء الضّوء على طبيعة اللغة والعقل من خلال اختيار ظاهرة واحدة وفحصها من كل زاوية يمكن أن يتم تخيّلها بها»؛ يعكس تحليل بينكر وجهة نظره التي تقول بأنّ اللغة بالإضافة إلى العديد من الجوانب للطّبيعة البشريّة، ليست إلّا تكيّفات تطوريّة نفسيّة فطريّة. يناقش بينكر في معظم فصول كتابه «كلمات وقواعد: مكوّنات اللغة» العديد من الدراسات حول شكل وتكرار الأخطاء القواعديّة النحويّة في اللغة الإنكليزيّة –وبمستوى أقل بكثير في اللغة الألمانية أيضاً-؛ بالإضافة إلى طريقة حديث الأشخاص المصابين بأذيّات في الدّماغ تمنعهم من القدرة على الكلام بطلاقة أو المصابين بما يُعرف بـ الحبسة..
يشير عنوان الكتاب «كلمات وقواعد» إلى أفضل نموذج –باعتقاد ستيفين بينكر- لتمثيل الكلمات في العقل البشريّ؛ ويقول بينكر بأن الكلمات إمّا أن تُخزّن بشكل مباشر مع المعاني المرتبطة معها في «قاموس عقليّ»، أو يتم إنشاء الكلمات في العقل باستخدام القواعد المورفولوجيّة. على سبيل المثال، سيتمّ حفظ كلمتيّ "Leak" و"Rose" في القاموس العقلي على أنهما كلمات أوليّة/ مدخلات/ كلمات رئيسيّة، لكن كلمتي "Leaking"، و"Roses" لن يتم تخزينهما بشكل منفصل في القاموس العقلي، وذلك لأن العقل البشري يمكنه ببساطة استدعاء الكلمتين الأوليتيّن/ مدخلات/ الكلمتين الرئيسيّتين لكل من "Leaking" و"Roses" وإضافة اللواحق الموجودة في نهاية الكلمتين للحصول على الكلمتين الجديدتين.
توصل الكاتب إلى أن الأفعال غير النظاميّة لا يتم تذكُّرها عن طريق القاعدة التي تشرح طريقة تصريف الأفعال وإنّما عن طريق حفظ كل فعل مع تصريفه الشاذ بشكل مستقل، وذلك بعد أن قام بتحليل الأخطاء اللغوية الإنكليزيّة التي يقوم بها الأطفال (كالإفراط في تعميم القواعد المورفولوجيّة مثل استخدام كلمة -Mouses- بدلاً من -Mice- لجمع كلمة –Mouse-).

## البحث
يتناقض نموذج كتاب «كلمات وقواعد» مع الأفكار السابقة حول هذا الموضوع، حيث يفترض أن الأزمنة الماضية الشاذة للأفعال هي نتيجة للقواعد المطبّقة على أساس التشابهات الصوتيّة.
قبل بينكر صيغة ضعيفة لنموذج الربط لشرح أصل الأعداد القليلة للأفعال الشاذة الجديدة التي حصلت على أزمنتها الماضية الشاذة بناءً على التشابه السطحيّ مع بعض الأفعال الشّاذة القديمة؛ ومع ذلك يظهر بينكر الأبحاث التي تبيّن أن هذه الأنواع من التعميمات –الأفعال التي تملك زمناً ماضياً شاذّاً- نادرة للغاية مقارنة مع التعميمات القديمة -إضافة (ed) لنهاية الفعل المضارع لتحويله إلى الماضي-؛ كما يبحث في طريقة تشكيل الزمن الماضي عند الأشخاص الناطقين باللغة الألمانيّة.
«كلمات وقواعد» هو أيضاً اسم لمقال أعدّه ستيفن بينكر ليناقش فيه العديد من المواضيع التي تمّت مناقشتها بالكتاب.